# 金家河站
金家河站是一个位于中华人民共和国云南省昆明市西山区前卫街道环湖东路地下，属于昆明地铁5号线的地铁车站，2022年6月29日启用。

## 车站结构
本站为地下三层双跨岛式车站。
| 地面层          | 出入口                | 出入口                                 |  |  |
| 地下一层        | 夾層                  | 來往出入口及站廳                       |  |  |
| 地下二层 站厅层 | 站厅                  | 票务服务、自动售票机、安检、进出站闸机 |  |  |
| 地下三层 站台层 |                       | █ 5号线往世博园（庄家塘立交桥）        |  |  |
| 地下三层 站台层 | 岛式站台，左侧開门    |                                        |  |  |
| 地下三层 站台层 | █ 5号线往宝丰（福保） |                                        |  |  |

## 出入口
本站设有2个出口：
|                       | 编号                     | 地点                                           | 建议前往的目的地 | 照片 |
| 出口 · A              | 悦海路、体院路、拥金路   | 滇池地方海事处、同仁医院                       |                  |      |
| 出口 · B · 升降机标志 | 悦海路、金湖路、环湖东路 | 平和花园、金海新区、静海园、官渡区六甲第一小学 |                  |      |
| 註： 設有             |                          |                                                |                  |      |